# Municipio de Mountain (condado de Franklin)
El municipio de Mountain (en inglés: Mountain Township) es un municipio ubicado en el condado de Franklin en el estado estadounidense de Arkansas. En el año 2010 tenía una población de 307 habitantes y una densidad poblacional de 4,98 personas por km².

## Geografía
El municipio de Mountain se encuentra ubicado en las coordenadas 35°36′21″N 93°45′20″O / 35.60583, -93.75556. Según la Oficina del Censo de los Estados Unidos, el municipio tiene una superficie total de 61.63 km², de la cual 61,56 km² corresponden a tierra firme y (0,11 %) 0,07 km² es agua.

## Demografía
Según el censo de 2010, había 307 personas residiendo en el municipio de Mountain. La densidad de población era de 4,98 hab./km². De los 307 habitantes, el municipio de Mountain estaba compuesto por el 92,51 % blancos, el 2,28 % eran amerindios, el 2,28 % eran asiáticos, el 0,98 % eran de otras razas y el 1,95 % eran de una mezcla de razas. Del total de la población el 1,63 % eran hispanos o latinos de cualquier raza.